# Světliny 1.díl
Světliny 1.díl (bis 1946 Lichtenhain – Schönborner Anteil, auch Lichtenhain 1. Anteil) ist ein Teil der Siedlung Světliny und Ortsteil der Stadt Varnsdorf im Bezirk Děčín, im südlichen Teil des Lausitzer Berglands. Světliny 1.díl liegt nördlich über dem Grundtal des Bachs Lužnička. Der zersiedelte Ort besteht aus mehreren Gebäuden zwischen Dolní Podluží und Studánka. Der zweite Teil der Siedlung gehört als Světliny 2.díl zur Gemeinde Dolní Podluží.

## Geschichte
Der Ort wurde um die Wende des 17. zum 18. Jahrhundert errichtet. 1734 wurde Lichtenhain erstmals genannt. Der Ortsname Lichtehain taucht bereits 1702 in Verzeichnissen auf. Die Entwicklung der Siedlung ist vor allem auf die sich entfaltende Heimtextil- und Leinenproduktion im 18. und 19. Jahrhundert zurückzuführen. Im Jahr 1885 hatte die Siedlung 30 Häuser mit 210 Einwohnern. 

## Bevölkerung
|           | 1869 | 1880 | 1890 | 1900 | 1910 | 1921 | 1930 | 1950 | 1961 | 1970 | 1980 | 1991 | 2001 | 2011 |
| --------- | ---- | ---- | ---- | ---- | ---- | ---- | ---- | ---- | ---- | ---- | ---- | ---- | ---- | ---- |
| Einwohner | 65   | 40   | 49   | 45   | 51   | 37   | 32   | 9    | 4    | 7    | 6    | –    | –    | 8    |
| Häuser    | 6    | 6    | 6    | 6    | 6    | 6    | 6    | 6    | .    | 3    | 3    | –    | –    | 5    |